# Hauke Fuhlbrügge
Hauke Fuhlbrügge (né le 21 mars 1966 à Friedrichroda) est un athlète allemand spécialiste du 1 500 mètres.

## Carrière sportive
Concourant sous les couleurs de l'Allemagne de l'Est dans les années 1980, Hauke Fuhlbrügge décroche la médaille de bronze du 1 500 m des Championnats d'Europe junior 1985 de Cottbus, avant de remporter deux ans plus tard la médaille d'or de l'Universiade d'été de Zagreb. En 1989, l'Allemand termine deuxième des Championnats du monde en salle de Budapest, derrière l'Irlandais Marcus O'Sullivan, établissant en 3 min 37 s 80 le meilleur temps de sa carrière.
En 1991, Fuhlbrügge remporte la médaille de bronze des Championnats du monde en plein air de Tokyo, terminant derrière l'Algérien  Noureddine Morceli et le Kényan  Wilfred Kirochi. Il établit à cette occasion la meilleure performance de sa carrière sur 1 500 m en 3 min 35 s 28. Sélectionné pour les Jeux olympiques d'été de 1992, il est éliminé au stade des demi-finales.

## Palmarès
| Année | Compétition                    | Lieu     | Place | Épreuve |
| ----- | ------------------------------ | -------- | ----- | ------- |
| 1985  | Championnats d'Europe junior   | Cottbus  | 3e    | 1 500 m |
| 1987  | Universiade                    | Zagreb   | 1er   | 1 500 m |
| 1989  | Championnats du monde en salle | Budapest | 2e    | 1 500 m |
| 1991  | Championnats du monde          | Tokyo    | 3e    | 1 500 m |